# Lista jocurilor pentru Nintendo Switch
Aceasta este o listă a jocurilor video pentru consola Nintendo Switch și Nintendo eShop.

## 0-9
| Titlul jocului | Data lansării | Dezvoltator | Editor   | Gen   | Referințe |
| -------------- | ------------- | ----------- | -------- | ----- | --------- |
| 1-2-Switch     | 3 martie 2017 | Nintendo    | Nintendo | Party | [ 1 ]     |

## A
| Titlul jocului                 | Data lansării    | Dezvoltator | Editor   | Gen              | Referințe |
| ------------------------------ | ---------------- | ----------- | -------- | ---------------- | --------- |
| Advance Wars 1+2: Re-Boot Camp | 21 aprilie 2023  |             |          |                  |           |
| Animal Crossing: New Horizons  | 20 martie 2020   |             |          |                  |           |
| Another Code: Recollection     | 19 ianuarie 2024 |             |          |                  |           |
| ARMS                           | 16 iunie 2017    | Nintendo    | Nintendo | Luptă (Fighting) | [ 2 ]     |

## D
| Titlul jocului        | Data lansării     | Dezvoltator  | Editor                  | Gen                  | Referințe |
| --------------------- | ----------------- | ------------ | ----------------------- | -------------------- | --------- |
| Disgaea 5 Complete    | 3 martie 2017     | Nippon Ichi  | Nippon Ichi/NIS America |                      |           |
| DOOM                  | 10 noiembrie 2017 | Panic Button | Bethesda Softworks      | First-Person Shooter |           |
| Dragon Quest Builders | 9 februarie 2018  | Square Enix  | Nintendo                |                      |           |

## E
| Titlul jocului          | Data lansării | Dezvoltator | Editor | Gen | Referințe |
| ----------------------- | ------------- | ----------- | ------ | --- | --------- |
| Endless Ocean: Luminous | 2 mai 2024    |             |        |     |           |

## F
| Titlul jocului                             | Data lansării     | Dezvoltator     | Editor                 | Gen       | Referințe |
| ------------------------------------------ | ----------------- | --------------- | ---------------------- | --------- | --------- |
| Farming Simulator: Nintendo Switch Edition | 7 noiembrie 2017  | GIANTS Software | Focus Home Interactive | Simulator |           |
| Fire Emblem Engage                         | 20 ianuarie 2023  |                 |                        |           |           |
| Fire Emblem: Three Houses                  | 26 iulie 2019     |                 |                        |           |           |
| Fire Emblem Warriors                       | 20 octombrie 2017 | Koei Tecmo      | Nintendo               |           |           |
| Fire Emblem Warriors: Three Hopes          | 24 iunie 2022     |                 |                        |           |           |

## J
| Titlul jocului          | Data lansării     | Dezvoltator | Editor  | Gen   | Referințe |
| ----------------------- | ----------------- | ----------- | ------- | ----- | --------- |
| Just Dance 2017         | 3 martie 2017     | Ubisoft     | Ubisoft | Party |           |
| Just Dance 2018         | 24 octombrie 2017 | Ubisoft     | Ubisoft | Party |           |
| Just Dance 2019         | 23 octombrie 2018 |             |         |       |           |
| Just Dance 2020         | 5 noiembrie 2019  |             |         |       |           |
| Just Dance 2021         | 12 noiembrie 2020 |             |         |       |           |
| Just Dance 2022         | 4 noiembrie 2021  |             |         |       |           |
| Just Dance 2023 Edition | 22 noiembrie 2022 |             |         |       |           |
| Just Dance 2024 Edition | 24 octombrie 2023 |             |         |       |           |
| Just Dance 2025 Edition | 15 octombrie 2024 |             |         |       |           |

## K
| Titlul jocului                      | Data lansării     | Dezvoltator    | Editor   | Gen           | Referințe |
| ----------------------------------- | ----------------- | -------------- | -------- | ------------- | --------- |
| Kirby and the Forgotten Land        | 25 martie 2022    | HAL Laboratory | Nintendo | Platformer 3D | [ 3 ]     |
| Kirby's Return to Dream Land Deluxe | 24 februarie 2023 |                |          |               |           |

## L
| Titlul jocului        | Data lansării     | Dezvoltator      | Editor      | Gen | Referințe |
| --------------------- | ----------------- | ---------------- | ----------- | --- | --------- |
| LEGO City: Undercover | 4 aprilie 2017    | TT Games         | Warner Bros |     |           |
| LEGO Worlds           | 5 septembrie 2017 | TT Games         | Warner Bros |     |           |
| Luigi's Mansion 3     | 31 octombrie 2019 | Next Level Games | Nintendo    |     | [ 4 ]     |

## M
| Titlul jocului                       | Data lansării     | Dezvoltator      | Editor   | Gen                           | Referințe   |
| ------------------------------------ | ----------------- | ---------------- | -------- | ----------------------------- | ----------- |
| Mario + Rabbids: Kingdom Battle      | 29 august 2017    | Ubisoft          | Ubisoft  | Strategie/Tactică, Aventură   | [ 5 ]       |
| Mario Kart 8 Deluxe                  | 28 aprilie 2017   | Nintendo         | Nintendo | Curse de mașini               | [ 6 ]       |
| Mario Party Superstars               | 29 octombrie 2021 |                  |          |                               |             |
| Mario Strikers: Battle League        | 10 iunie 2022     | Next Level Games | Nintendo | Sport (fotbal)                | [ 7 ] [ 8 ] |
| Master Detective Archives: Rain Code | 30 iunie 2023     |                  |          |                               |             |
| Metroid Prime Remastered             | 8 februarie 2023  | Retro Studios    | Nintendo | First-Person Shooter, Acțiune | [ 9 ]       |
| Monopoly for Nintendo Switch         | 31 octombrie 2017 | Ubisoft          | Ubisoft  |                               |             |

## N
| Titlul jocului | Data lansării      | Dezvoltator     | Editor   | Gen             | Referințe |
| -------------- | ------------------ | --------------- | -------- | --------------- | --------- |
| NBA 2K18       | 15 septembrie 2017 | Visual Concepts | 2K Games | Sport (baschet) |           |

## P
| Titlul jocului                      | Data lansării      | Dezvoltator  | Editor   | Gen              | Referințe |
| ----------------------------------- | ------------------ | ------------ | -------- | ---------------- | --------- |
| Paper Mario: The Thousand-Year Door | 23 mai 2024        |              |          |                  |           |
| Pikmin 4                            | 21 iulie 2023      |              |          |                  |           |
| Pokémon Legends: Arceus             | 28 ianuarie 2022   | Game Freak   | Nintendo |                  | [ 10 ]    |
| Pokkén Tournament DX                | 22 septembrie 2017 | Bandai Namco | Nintendo | Luptă (Fighting) |           |
| Puyo Puyo Tetris                    | 3 martie 2017      | Sonic Team   | SEGA     | Puzzle           |           |

## R
| Titlul jocului                     | Data lansării      | Dezvoltator | Editor  | Gen           | Referințe |
| ---------------------------------- | ------------------ | ----------- | ------- | ------------- | --------- |
| Rayman Legends: Definitive Edition | 12 septembrie 2017 | Ubisoft     | Ubisoft | Platformer 2D | [ 11 ]    |

## S
| Titlul jocului                           | Data lansării     | Dezvoltator       | Editor     | Gen              | Referințe |
| ---------------------------------------- | ----------------- | ----------------- | ---------- | ---------------- | --------- |
| Skylanders Imaginators                   | 3 martie 2017     | Toys for Bob      | Activision |                  |           |
| Snipperclips Plus: Cut it out, together! | 10 noiembrie 2017 | SFB Games         | Nintendo   |                  |           |
| Sonic Forces                             | 7 noiembrie 2017  | Sonic Team        | SEGA       |                  |           |
| Splatoon 2                               | 21 iulie 2017     | Nintendo          | Nintendo   | Shooter, Acțiune | [ 12 ]    |
| Splatoon 3                               | 9 septembrie 2022 | Nintendo          | Nintendo   | Shooter, Acțiune |           |
| Super Bomberman R                        | 3 martie 2017     | Konami, HexaDrive | Konami     |                  | [ 13 ]    |
| Super Mario Odyssey                      | 27 octombrie 2017 | Nintendo          | Nintendo   | Platformer 3D    |           |
| Super Mario Party                        | 5 octombrie 2018  |                   |            |                  |           |
| Super Mario Party Jamboree               | 17 octombrie 2024 |                   | Nintendo   |                  |           |

## T
| Titlul jocului                          | Data lansării      | Dezvoltator     | Editor      | Gen                   | Referințe |
| --------------------------------------- | ------------------ | --------------- | ----------- | --------------------- | --------- |
| The Binding of Isaac: Afterbirth+       | 17 martie 2017     | Edmund McMillen | Nicalis     |                       |           |
| The Elder Scrolls V: Skyrim             | 17 noiembrie 2017  | Bethesda        | Bethesda    |                       |           |
| The Legend of Zelda: Breath of the Wild | 3 martie 2017      | Nintendo        | Nintendo    | Acțiune-aventură, RPG | [ 14 ]    |
| The LEGO Ninjago Movie Video Game       | 22 septembrie 2017 | TT Games        | Warner Bros |                       |           |

## U
| Titlul jocului                                 | Data lansării | Dezvoltator | Editor | Gen              | Referințe |
| ---------------------------------------------- | ------------- | ----------- | ------ | ---------------- | --------- |
| Ultra Street Fighter II: The Final Challengers | 26 mai 2017   | Capcom      | Capcom | Luptă (Fighting) |           |

## X
| Titlul jocului                           | Data lansării    | Dezvoltator   | Editor   | Gen | Referințe |
| ---------------------------------------- | ---------------- | ------------- | -------- | --- | --------- |
| Xenoblade Chronicles 2                   | 1 decembrie 2017 | Monolith Soft | Nintendo | RPG | [ 15 ]    |
| Xenoblade Chronicles: Definitive Edition | 29 mai 2020      |               |          |     |           |